# Paul-Löbe-Haus

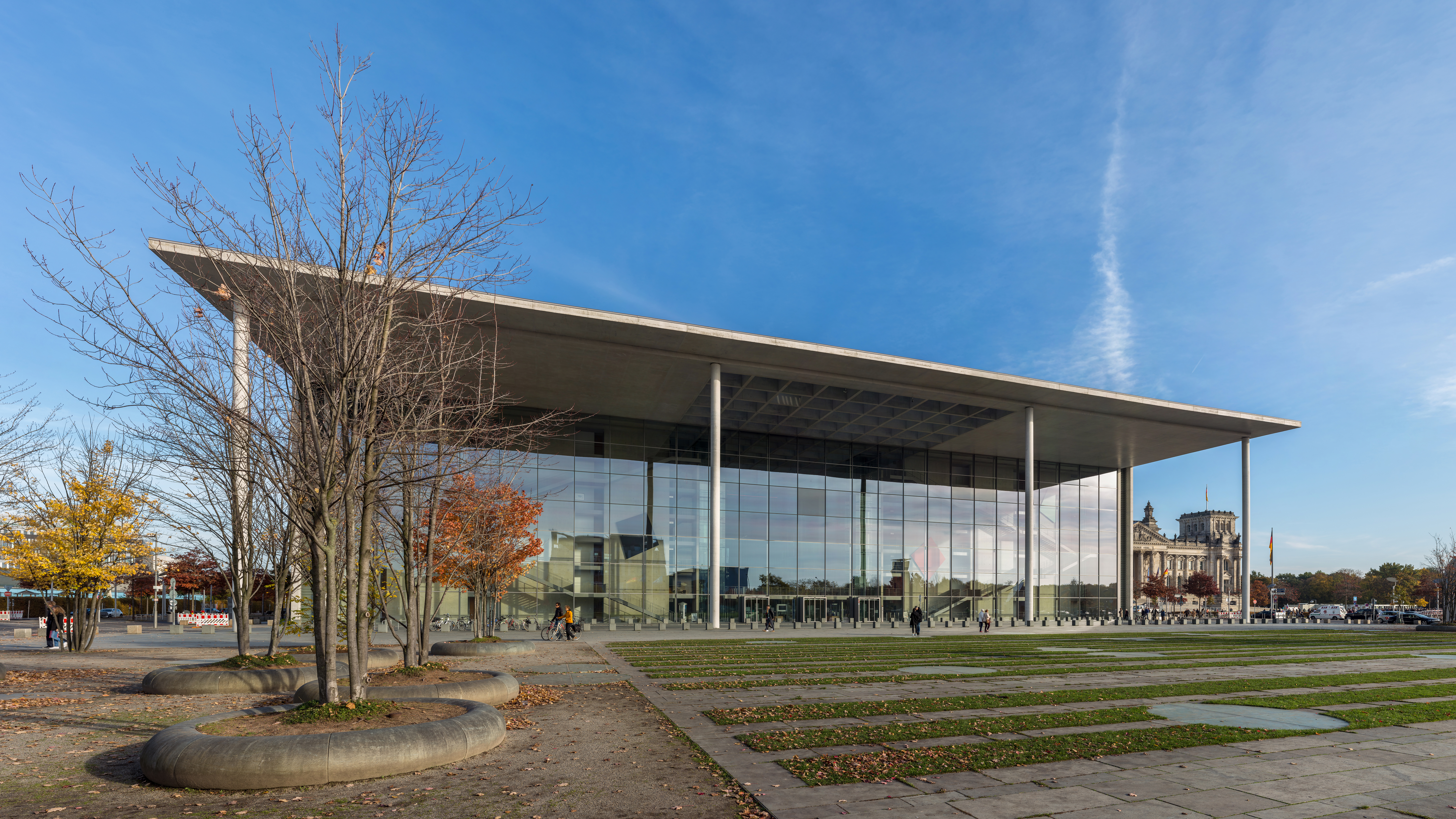
Paul-Löbe-Haus sett från Bundeskanzleramt i Berlin.

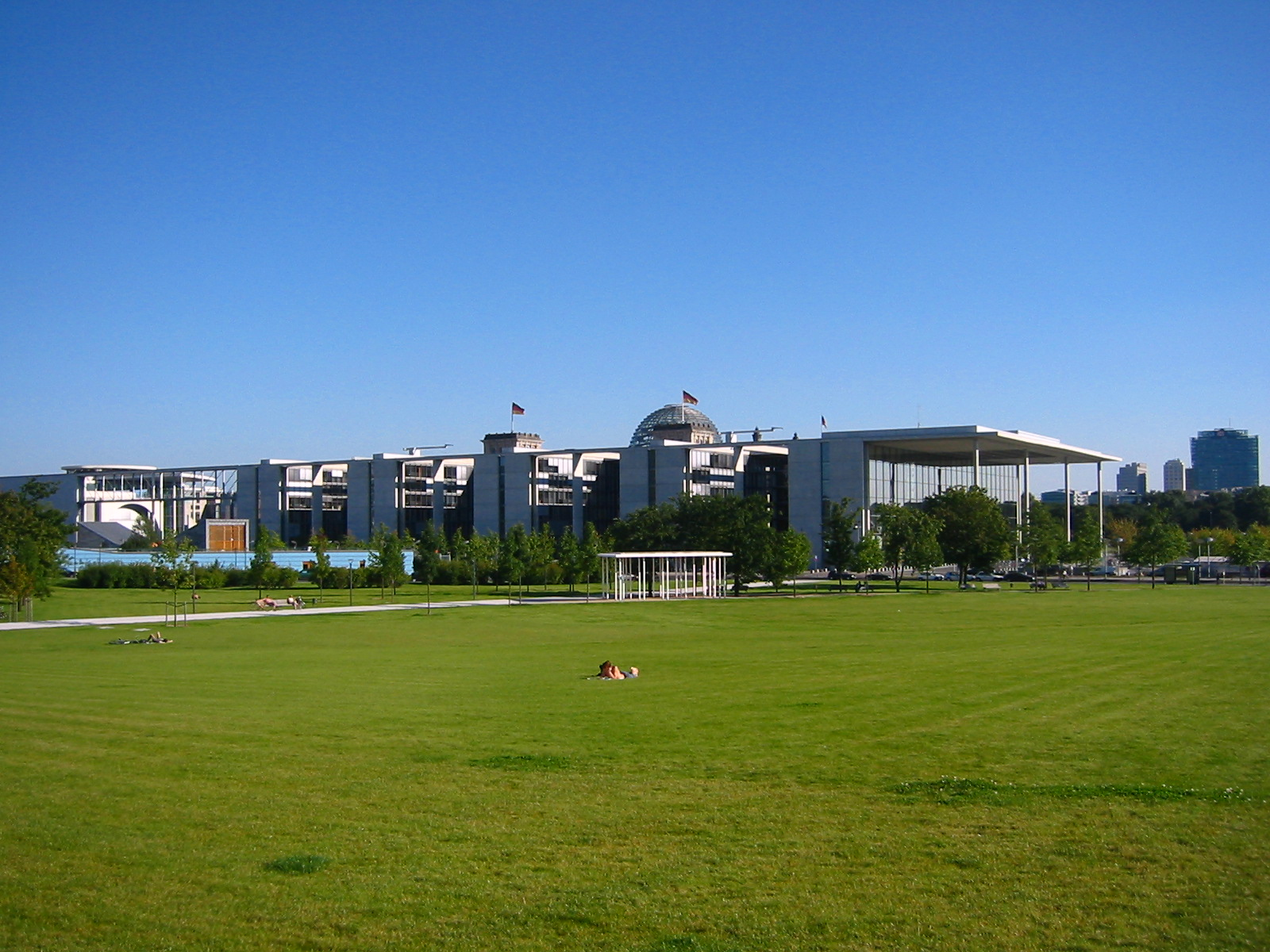
Paul-Löbe-Haus och Marie-Elisabeth-Lüders-Haus med Reichstag i bakgrunden.

Paul-Löbe-Haus är en parlamentsbyggnad i Berlin som ingår i Band des Bundes. Byggnaden har fått sitt namn efter politikern Paul Löbe och invigdes 2001.
Paul-Löbe-Haus är uppfört i modernistisk stil och är beläget i södra delen av Spreebogenpark, på ömse sidor av floden Spree. Byggnaden hyser bland annat parlamentsledamöternas arbetsrum och konferensrum.